# Benmont Tench
Benmont Tench (* 7. září 1953) je americký hudebník. Od roku 1976 působí spolu s kytaristou Tomem Pettym ve skupině The Heartbreakers, se kterou byl v roce 2002 uveden do Rock and Roll Hall of Fame. Své vůbec první sólové album nazvané You Should Be So Lucky vydal až v roce 2014 u vydavatelství Blue Note Records. Během své kariéry spolupracoval i s dalšími hudebníky, mezi které patří například Joe Cocker, Ringo Starr, Bob Dylan, David Crosby nebo skupina The Rolling Stones.